# Datación de la creación

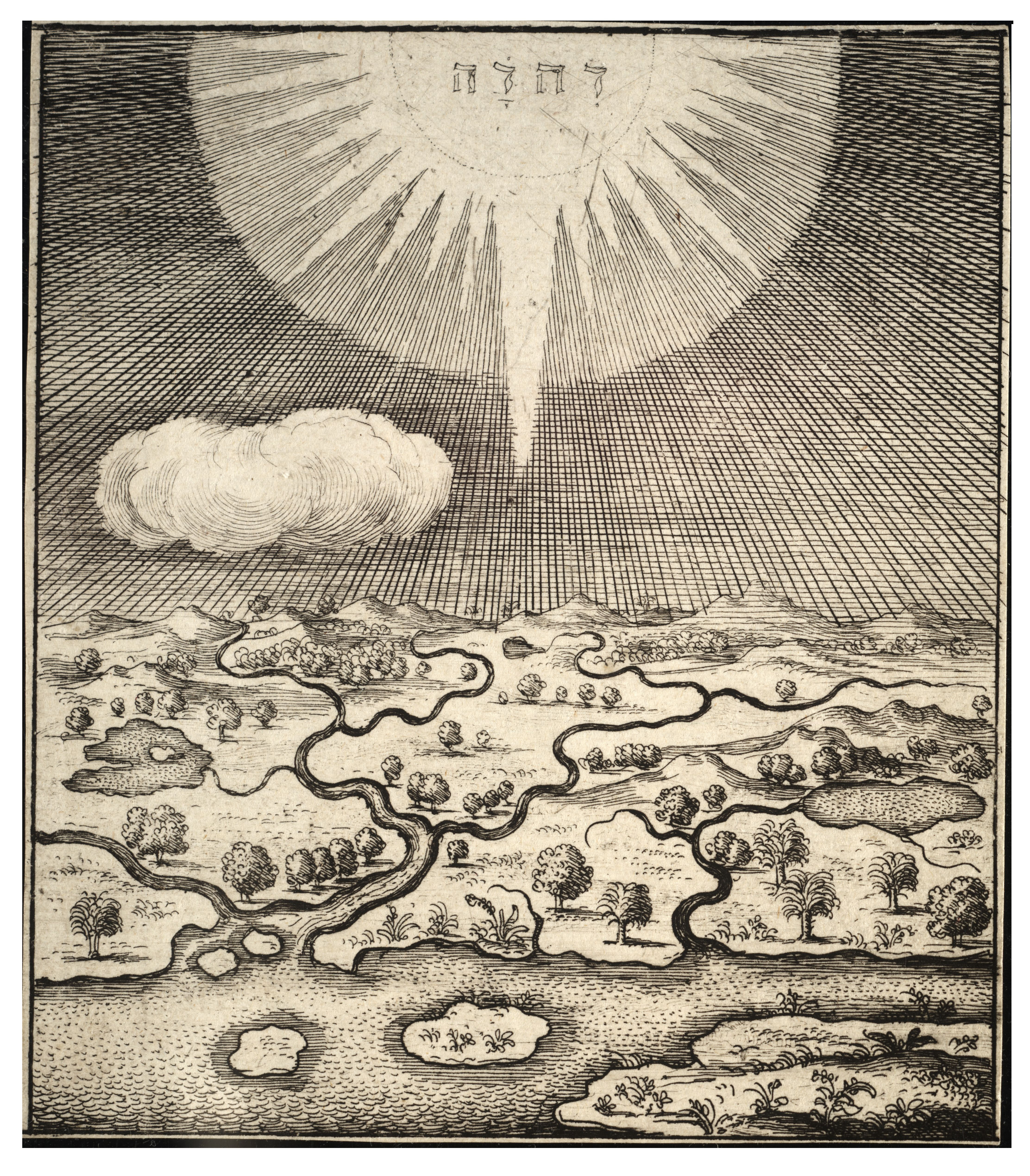
Creación de la Tierra. Wenceslao Hollar (1607-1677)

La datación de la creación es el intento de proporcionar una estimación de la edad de la Tierra o del universo tal y como se entiende a través de los mitos de la creación de diversas tradiciones religiosas. Diversas creencias tradicionales sostienen que la Tierra, o el universo entero, fue creado en un gran acontecimiento por una o más deidades.

## Sumeria y Babilonia
Una de las versiones babilónicas antiguas de la antigua lista de reyes sumerios (WB 444) enumera varios reyes míticos antediluvianos y les atribuye reinados de varias decenas de miles de años. El primer rey sumerio Alulim, en Eridu, es descrito como reinando durante 28 800 años, seguido por varios reyes posteriores de periodos similares. En total, estos reyes antediluvianos gobernaron durante 241 200 años, desde el momento en que «la realeza fue bajada del cielo» hasta el momento en que el «diluvio» arrasó la tierra. Sin embargo, la mayoría de los eruditos modernos no creen que los antiguos sumerios o babilonios creyeran en una cronología propia tan antigua. En su lugar, creían que estas cifras eran invenciones o que no se basaban en años solares literales (365,2425 días), sino en meses lunares (29,53059 días).
Cicerón, en reacción a las cronologías de autores como Berossos (que compuso una historia de Babilonia en griego, conocida como la Babyloniaca, durante el siglo III a. C.), criticó duramente la afirmación de que los babilonios tenían reyes que se remontaban cientos de miles de años atrás:
… Despreciemos a los babilonios... los hombres cuyos registros, como ellos mismos afirman, cubren un período de cuatrocientos setenta mil años.
Diodoro Sículo también escribió algo similar sobre cómo creía que los babilonios fabricaban su cronología:
… Difícilmente se les puede creer (a los babilonios), pues consideran que, hasta el momento en que Alejandro cruzó a Asia, han transcurrido cuatrocientos setenta y tres mil años, desde que comenzaron en los primeros tiempos a hacer sus observaciones de las estrellas.
A pesar de estas críticas, algunos griegos antiguos, entre los que destacan Alejandro Polistor y Proclo, creían que los reyes babilonios tenían cientos de miles de años y que los babilonios databan su creación entre 400 000 y 200 000 años antes de su propia época.

## Egipcia
La antigua Lista de Reyes de Turín enumera un mítico «reinado de los dioses» predinástico que tuvo lugar por primera vez 36 620 años antes de Menes (3050 a. C.), datando por tanto la creación en torno al 39 670 a. C.

Los fragmentos de Manetón (Eusebio, Jorge Sincelo y conservados en el FGrH de Félix Jacoby), sin embargo, enumeran fechas diferentes. Eusebio, con respecto a Aegyptiaca, en su Crónica registró que:
…Estos fueron los primeros en dominar Egipto. A partir de entonces, la realeza pasó de uno a otro en sucesión ininterrumpida … a lo largo de 13 900 años — … Después de los Dioses, los Semidioses reinaron durante 1255 años; y de nuevo otra línea de reyes reinó durante 1817 años; luego vinieron treinta reyes más, reinando durante 1790 años; y luego de nuevo diez reyes gobernando durante 350 años. Siguió el reinado de los Espíritus de los Muertos … durante 5813 años …
Utilizando estos tiempos, 13 900 + 1255 + 1817 + 1790 + 350 + 5813 = 24 950 años, lo que contando desde Menes (3050 a. C.) fija la creación en el 28 000 a. C. George Syncellus conservó otro conjunto de cifras para el «reinado de los dioses» predinástico, 11 984 años para los dioses y 2646 para los semidioses, lo que produce 14 630 años, datando así la creación en el 17 680 a. C.
El Libro de Sothis, considerado como Pseudo-Manetón por muchos eruditos, proporciona cifras diferentes. Un fragmento del Pseudo-Manetón data el reinado del primer dios egipcio (Ptah) 36 525 años antes de Menes (FGrH, #610 F2) y data así la creación en torno al 39 575 a. C.

Los antiguos griegos informaron de cifras similares sobre la cronología del antiguo Egipto. Diógenes Laërcio escribió que los antiguos egipcios databan su creación en su primer dios Hefesto, que según la interpretatio graeca era Ptah. Según Laercio, Hefesto (Ptah) vivió 48 863 años antes de Alejandro Magno (a. 356 a. C.), lo que databa la creación en 49 219 a. C. Heródoto escribió que los antiguos egipcios tenían dioses que los gobernaban antes de la primera dinastía de Egipto, pero no intentaron datar con precisión su creación utilizando su cronología:
… Hasta aquí llegó el registro dado por los egipcios y sus sacerdotes; y me mostraron que el tiempo transcurrido desde el primer rey hasta aquel sacerdote de Hefesto, que fue el último, abarcaba trescientas cuarenta y una generaciones, y que en este tiempo éste había sido también el número de sus reyes y de sus sumos sacerdotes. Ahora bien, trescientas generaciones son diez mil años, siendo tres generaciones iguales a cien. Y además de las trescientas, las cuarenta y una restantes abarcan mil trescientos cuarenta años. Así pues, el período total es de once mil trescientos cuarenta años; en todo ese tiempo (decían) no habían tenido ningún rey que fuera un dios en forma humana, ni había habido ninguno así ni antes ni después de esos años entre el resto de los reyes de Egipto... Entre los griegos, Heracles, Dionisio y Pan son considerados los más jóvenes de los dioses. Pero en Egipto, Pan es el más antiguo de ellos y es uno de los ocho dioses de los que se dice que son los más antiguos de todos; Heracles pertenece a la segunda dinastía (la de los llamados doce dioses); y Dioniso a la tercera, que vino después de los doce. Ya he mostrado cuántos años hubo entre Heracles y el reinado de Amasis; se dice que Pan es aún más antiguo; los años entre Dioniso y Amasis son los menos, y los egipcios los calculan en quince mil. Los egipcios afirman estar seguros de todo esto, ya que han contado los años y los han registrado por escrito.
Según Heródoto, los antiguos semidioses egipcios comenzaron 11 340 años antes del reinado de Seti I (1290 a. C.), por lo que 11 340 + 1290 = 12 630 a. C., mientras que enumeró cifras anteriores, 15 000 y 17 000, para el reinado de los dioses.
El antiguo escritor griego Diodoro Sículo escribió que los antiguos egipcios databan su creación (o inicio de su reinado de dioses) «un poco menos de dieciocho mil años» desde Ptolomeo XII Auletes (117-51 a. C.).
Apolonio, un sacerdote pagano egipcio del siglo II d. C., calculó que el cosmos tenía 153 075 años de antigüedad, según informa Teófilo de Antioquía.
Martianus Capella, un escritor pagano, escribió en su De nuptiis en el siglo V d. C. que los antiguos egipcios tenían archivos de astronomía que comenzaron 40 000 años antes de su propia era.
Las cifras de Heródoto fueron analizadas por Isaac Newton en su obra The Chronology of Ancient Kingdoms Amended (1728), pero Newton las descartó porque no se ajustaban a la cosmología cristiana.
El matemático y esoterista R. A. Schwaller de Lubicz, en su obra Sacred Science, reconstruyó las fechas de Heródoto para concluir que los antiguos egipcios dataron su creación en un acontecimiento astronómico (estelar) unos 30 000 años antes de la época de Heródoto.

## Griega y romana
La mayoría de los antiguos cronistas, poetas, gramáticos y eruditos griegos y romanos (Eratóstenes, Varrón, Apolodoro de Atenas, Ovidio, Censorino, Catulo y Cástor de Rodas) creían en una triple división de la historia: períodos ádelon (oscuro), mythikón (mítico) e historikón (histórico). Según el gramático romano Censorino, el primer período ádelon (oscuro), fue calculado por Varrón de la siguiente manera:
El primer [período] abarca desde el comienzo de la humanidad [la creación] hasta el primer cataclismo [es decir, el diluvio de Ogiges].
El período primordial ádelon (oscuro) terminó con el diluvio de Ogiges y lo que siguió fue el comienzo del período mythikón (mítico). Varrón fechó este diluvio en 2137 a. C., pero Censorino escribió en su De Die Natali cap. xxi que el diluvio de Ogiges se produjo 1600 años antes de la primera Olimpiada (776 a. C.), es decir, 2376 a. C. Cástor de Rodas también proporcionó otra fecha para el comienzo del periodo mythikón (mítico), 2123 a. C. Censorino registró que el segundo periodo, el mythikón, se extendía desde el diluvio de Ogiges hasta la primera Olimpiada:
La segunda se extiende desde el primer cataclismo hasta la primera Olimpiada; debido a que en ella se registran muchos mitos, se denomina «mítica».
Censorino citó a Varrón diciendo que el segundo período (mythikón) duró de 2137 a 776 a. C., o si se utilizan las propias fechas de Censorino: 2376 a. C. a 776 a. C., o finalmente si se utilizan las de Cástulo: 2123 a. C. a 776 a. C. Ovidio, sin embargo, fechó el inicio del periodo mythikón en el reinado de Ínaco, a quien fechó unos 400 años después de la inundación de Ogiges, es decir, hacia 1900-1700 a. C., pero coincidió con Varrón en que el mythikón terminó durante la primera Olimpiada (776 a. C.). Véase Las edades del hombre para más detalles sobre la cronología de Ovidio. Otra fecha antigua para el comienzo del periodo mythikón (mítico) se encuentra conservada en La ciudad de Dios xviii.3 de Agustín, que lo fecha en el 2050 a. C. El periodo final según Censorino y Varrón, la era historikón (histórica), comenzó desde el 776 a. C. (la primera Olimpiada) hasta su propia época:
La tercera se extiende desde la primera Olimpiada hasta nosotros. Como los acontecimientos que en ella se narran están contenidos en historias reales, la llama «histórica».
Sin embargo, Eratóstenes y Apolodoro de Atenas retrasaron el inicio del periodo histórico hasta la guerra de Troya, que fijaron en 1184 a. C.

Muy pocos antiguos griegos o romanos intentaron datar la creación o el comienzo del periodo ádelon (oscuro). Aunque todas las fuentes antiguas (excepto Ovidio) databan el final de este periodo y el comienzo del periodo mítico (mythikón) entre el 2376 y el 2050 a. C., la mayoría no afirmaba saber cuándo comenzó exactamente la creación (periodo ádelon). Como admitió Censorino:
Si el origen del mundo hubiera sido conocido por el hombre, habría empezado por ahí.
Varrón y Cástor de Rodas también escribieron algo muy parecido; sin embargo, algunos antiguos griegos y romanos intentaron calcular la fecha de la creación utilizando fuentes antiguas o registros de figuras mitológicas. Dado que Ínaco fue fechado 400 años después del diluvio de Ogiges y que el propio Ogiges era considerado un Titán o un autóctono primordial «desde las edades más tempranas», algunos antiguos griegos o romanos fecharon la creación (comenzando con el Caos o Gaia) sólo unos cientos de años antes de Ogiges (2376-2050 a. C.). La mayoría de los antiguos griegos, sin embargo, no suscribían una visión tan literalista de utilizar la mitología para intentar datar la creación; Hecateo de Mileto fue un antiguo logógrafo griego que criticó duramente este método, mientras que Ptolomeo escribió sobre un inmenso periodo de tiempo anterior al periodo histórico (776 a. C.), por lo que creía en una edad mucho mayor para la creación.
Entre los antiguos filósofos griegos y romanos había diferentes opiniones y tradiciones sobre la fecha de la creación. Algunos filósofos creían que el Universo era eterno, y que en realidad no tenía fecha de creación.

## Zoroastrismo
El zoroastrismo implica una cosmogonía y cronología de 12 000 años, a menudo dividida en cuatro edades, tal como se esboza en el Bundahishn. La primera edad duró 3000 años e incluyó la creación espiritual por Ahura Mazda, seguida de la creación física de 3000 años, cuando el mal entró en el mundo (véase Angra Mainyu). Durante el año 6000 se creó el Fravashi de Zoroastro, seguido por el propio profeta Zoroastro a finales del noveno milenio. El año 9000 marcó el comienzo de la cuarta y última era. Los zoroastrianos modernos creen que viven actualmente en la era final. Dado que el mal entró por primera vez en la creación física después de que se completara la creación espiritual, los zoroastrianos sostienen que durante 9000 años el mundo sigue siendo un campo de batalla entre Ahura Mazda y Angra Mainyu, que terminará durante el año 12 000, cuando los Saoshyants lleven a cabo la renovación final del mundo para derrotar al mal.
La datación exacta del comienzo de la cosmogonía de los 12 000 años se basa únicamente en la fecha en que se estima que nació Zoroastro. Dado que el propio Zoroastro nació a finales del noveno milenio (justo antes del año 9000), la fecha de la creación puede calcularse contando 8900-9000 años hacia atrás. La tradición zoroástrica persa sitúa a Zoroastro en torno al siglo VII o VI a. C., ya que el Bundahishn (34. 1-9) y el Libro de Arda Viraf fechan a Zoroastro 258 años antes de la época de Alejandro Magno (356-323 a. C.), que data a Zoroastro entre 614 y 581 a. C. El erudito musulmán persa del siglo XI Abū Rayḥān al-Bīrūnī también fechó a Zoroastro 258 años antes de la era de Alejandro (The Remaining Signs of Past Centuries, p. 17, l. 10, trad. Sachau). Esta fecha también se encuentra en el relato histórico Los prados de oro (iv.107) escrito por el historiador árabe del siglo IX Al-Masudi. Otras fuentes árabes, persas y musulmanas sitúan a Zoroastro en torno a la misma fecha (600 a. C.). Por lo tanto, si se añaden 8900-9000 años a unos 600 a. C., la fecha de la creación llega a 9600 - 9500 a. C. Una cronología de 12 000 años sitúa la fecha final en torno a 2400-2500 d. C., razón por la cual los zoroastrianos modernos creen estar viviendo en los últimos cientos de años de la era final. Otras fechas para Zoroastro, sin embargo, difieren y las fechas propuestas para el nacimiento de Zoroastro oscilan entre 1750 y 500 a. C.

## Hinduismo
El Rig-Veda cuestiona el origen del cosmos:
Ni el ser (sat) ni el no ser existían aún. ¿Qué estaba oculto? ¿Y dónde? ¿Y bajo la protección de quién?... ¿Quién lo sabe realmente? ¿Quién puede declararlo? ¿De dónde nació y de dónde vino esta creación? Los devas nacieron después de la creación de este mundo, así que ¿quién sabe de dónde surgió? Nadie puede saber de dónde ha surgido la creación, y si la ha producido o no. El que la observa en los cielos más altos, sólo él lo sabe -o tal vez no lo sabe. (Rig-Veda 10. 129).
Dick Teresi, en su libro Lost Discoveries: The Ancient Roots of Modern Science, en el que repasa los Vedas, escribe lo siguiente
Veinticuatro siglos antes de Isaac Newton, el Rig-Veda hindú afirmaba que la gravitación mantenía unido el universo. Los arios de habla sánscrita suscribieron la idea de una Tierra esférica en una época en la que los griegos creían en una Tierra plana. Los indios anteriores al siglo V a. C. calcularon la edad de la Tierra en 4300 millones de años; los científicos de la Inglaterra del siglo XIX estaban convencidos de que era de 100 millones de años.
Carl Sagan y Fritjof Capra han señalado similitudes entre los últimos conocimientos científicos sobre la edad del universo y el concepto hindú de «día y noche de Brahma», mucho más cercano a la edad actual conocida del universo que otras visiones de la creación. Los días y las noches de Brahma plantean una visión del universo que es creado divinamente, y no es estrictamente evolutivo, sino un ciclo continuo de nacimiento, muerte y renacimiento del universo. Según Sagan:
La religión hindú es la única de las grandes religiones del mundo que defiende la idea de que el Cosmos experimenta un número inmenso, incluso infinito, de muertes y renacimientos. Es la única religión en la que las escalas de tiempo se corresponden con las de la cosmología científica moderna. Sus ciclos abarcan desde el día y la noche ordinarios hasta el día y la noche de Brahma, de 8.640 millones de años de duración, más que la edad de la Tierra o el Sol y aproximadamente la mitad del tiempo transcurrido desde el Big Bang.
Además, según el hinduismo, Kaliyuga, la última parte del ciclo de tiempo actual, comenzó en 3050 a. C. o en 3102 a. C..

## China
El antiguo historiador chino Xu Zheng (fl. 220-265 d. C.), en sus Tres Cinco Registros Históricos, fechó la creación del mundo por Pangu 36 000 años (2 x 18 000) antes del reinado de los legendarios tres augustos y cinco emperadores. La fecha de los Tres Soberanos se fija en 3000-2700 a. C. y, por tanto, data la creación hacia 39 000  a. C.

## Maya
El calendario mesoamericano de la cuenta larga data la creación del mundo de los seres humanos el 11 de agosto de 3114 a. C. (en la correlación más comúnmente aceptada) según el calendario gregoriano proléptico, o el lunes 6 de septiembre de 3114 a. C. según el calendario juliano proléptico. También hubo una creación anterior que no tuvo fecha de inicio, pero una fecha en la Estela F de Quiriguá hace referencia a una fecha posiblemente 24 billones de años en el pasado.

## Religiones abrahámicas

### Relato de la creación en el Génesis
Dentro del marco y la cronología bíblicos, se han propuesto diversas fechas para la fecha de la creación desde la antigüedad hasta períodos más recientes. La Biblia comienza con el libro del Génesis, en el que Dios crea la Tierra, el resto del Universo y las plantas y animales de la Tierra, incluidos los primeros humanos, en seis días. Una segunda narración comienza con la primera pareja humana, Adán y Eva, y continúa con la lista de muchos de sus descendientes, indicando en muchos casos las edades a las que tuvieron hijos y murieron. Si estos acontecimientos y edades se interpretan literalmente en su totalidad y las genealogías se consideran cerradas, es posible elaborar una cronología en la que muchos de los acontecimientos del Antiguo Testamento se fechan en un número estimado de años después de la creación. Algunos biblistas han ido más allá, intentando armonizar esta cronología bíblica con la de la historia registrada, estableciendo así una fecha para la creación en un calendario moderno. Dado que la historia bíblica carece de cronología para algunos periodos, la duración de los acontecimientos ha sido objeto de interpretaciones muy diversas, lo que ha dado lugar a una gran variedad de estimaciones de la fecha de la creación.
Se han realizado numerosos esfuerzos para determinar la fecha bíblica de la creación, con resultados diversos. Además de las diferencias de interpretación, el uso de distintas versiones de la Biblia también puede afectar al resultado. Existen dos fechas dominantes para la creación utilizando tales modelos, alrededor de 5500 a. C. y alrededor de 4000 a. C.. Se calcularon a partir de las genealogías de dos versiones de la Biblia, y la mayor parte de la diferencia se debe a las dos versiones del Génesis. Las fechas más antiguas proceden de la Septuaginta griega. Las fechas posteriores se basan en el Texto Masorético hebreo. Los patriarcas desde Adán hasta Taré, el padre de Abraham, eran a menudo 100 años mayores cuando engendraron a su hijo nombrado en la Septuaginta que en el hebreo o la Vulgata (Génesis 5, 11). La diferencia neta entre las dos genealogías del Génesis asciende a 1466 años (sin tener en cuenta la ambigüedad del «segundo año después del diluvio»), lo que explica prácticamente la totalidad de la diferencia de 1500 años entre 5500 a. C. y 4000 a. C. Por ejemplo, el periodo que va desde la creación hasta el Diluvio se deriva de la tabla genealógica de los diez patriarcas enumerados en Génesis 5 y Génesis 7:6, llamada las generaciones de Adán. Según el Texto Masorético, este periodo consta de 1656 años, y las Biblias cristianas occidentales derivadas de la Vulgata latina también siguen esta datación. Sin embargo, los textos samaritanos dan un periodo equivalente de 1307 años, y según la Septuaginta (Codex Alexandrinus, Biblia de Isabel) es de 2262. James Ussher está de acuerdo con la datación hasta el nacimiento de Abraham, que según él tuvo lugar cuando Téraj tenía 130 años, y no 70 como se desprende de la lectura directa de Génesis 11:26, añadiendo así 60 años a su cronología para los acontecimientos posteriores a Abraham.

### Primeras estimaciones judías
La primera crónica judía postexílica conservada en lengua hebrea, el Seder Olam Rabbah, compilado por José ben Halafta en 160 d. C., data la creación del mundo en 3761 a. C., mientras que el posterior Seder Olam Zutta en 4339 a. C. El calendario hebreo ha fechado tradicionalmente, desde el siglo IV d. C. por Hillel II, la creación en 3761 a. C.

### Septuaginta
Muchos de los primeros cristianos que utilizaban la versión Septuaginta de la Biblia calcularon que la creación había ocurrido alrededor del año 5500 a. C., y los cristianos hasta la Edad Media siguieron utilizando esta estimación aproximada: Clemente de Alejandría (5592 a. C.), Teófilo de Antioquía (5529 a. C.), Sexto Julio Africano (5501 a. C.), Hipólito de Roma (5500 a. C.), Panodoro de Alejandría (5493 a. C.), Máximo el Confesor (5493 a. C.), Jorge Sincelo (5492 a. C.), Sulpicio Severo (5469 a. C.), Isidoro de Sevilla (5336 a. C.) y Gregorio de Tours (5200 a. C.). El calendario bizantino ha fechado tradicionalmente la creación del mundo el 1 de septiembre de 5509 a. C.
El Chronicon de Eusebio (principios del siglo IV) databa la creación en el 5228 a. C., mientras que Jerónimo (c. 380, Constantinopla) lo hacía en el 5199 a. C. En el martirologio romano, la Proclamación del Nacimiento de Cristo utilizaba antiguamente esta fecha, al igual que los Anales de los cuatro maestros de Irlanda.
Beda fue uno de los primeros en romper con la fecha estándar de la Septuaginta para la creación y en su obra De Temporibus (Sobre el tiempo) (terminada en 703 d. C.) fechó la creación el 18 de marzo de 3952 a. C., pero fue acusado de herejía en la mesa del obispo Wilfredo, porque su cronología era contraria a los cálculos aceptados de alrededor de 5500 a. C.

### Masorético
Sin embargo, tras la publicación del texto masorético, la datación de la creación en torno al 4000 a. C. se convirtió en algo común, y fue recibida con un amplio apoyo.Entre los cálculos propuestos de la fecha de la creación utilizando el Masorético desde el siglo X hasta el siglo XVIII se incluyen: Marianus Scotus (4192 a. C.), Henry Fynes Clinton (4138 a. C.), Henri Spondanus (4051 a. C.), Benedicto Pereira (4021 a. C.), Louis Cappel (4005 a. C.), James Ussher (4004 a. C.), Augustin Calmet (4002 a. C.), Isaac Newton (3998 a. C.), Petavius (3984 a. C.), Teodoro Bibliander (3980 a. C.), Johannes Kepler (27 de abril de 3977 a. C.) [basado en su libro Mysterium Cosmographicum], Heinrich Bünting (3967 a. C.), Christen Sørensen Longomontanus (3966 a. C.), Melanchthon (3964 a. C.), Martín Lutero (3961 a. C.), Cornelius Cornelii a Lapide (3961 a. C.), John Lightfoot (3960 a. C.), Joseph Justus Scaliger (3949 a. C.), Cristóbal Helvico (3947 a. C.), Gerardus Mercator (3928 a. C.), Mathieu Brouard (3927 a. C.), Benito Arias Montano (3849 a. C.), Andreas Helwig (3836 a. C.).
Entre las estimaciones o cálculos masoréticos de la fecha de la creación, sólo la cronología del arzobispo Ussher data la creación en el año 4004 a. C. y se convirtió en la más aceptada y popular, principalmente porque esta fecha concreta se adjuntó a la Biblia del rey Jacobo.
El villancico polaco Wśród nocnej ciszy contiene el texto «Cztery tysiące lat wyglądany» (Miró hacia fuera durante cuatro mil años) relacionado con Jesús, que también corresponde a la fecha de la creación basada en el Texto Masorético.

### Tablas alfonsinas
Alfonso X de Castilla encargó las Tablas alfonsíes, compuestas de datos astronómicos basados en la observación, a partir de las cuales se ha calculado que la fecha de la creación es el 6984 a. C. o el 6484 a. C.

### Otras estimaciones bíblicas
En 1738, Alphonse Des Vignoles dijo haber recopilado más de 200 estimaciones diferentes, que oscilaban entre 3483 a. C. y 6984 a. C. John Clark Ridpath atribuye estos valores respectivamente a Yom-Tov Lipmann-Muhlhausen y Regiomontanus.
- En el siglo XIX, Christian Karl Josias von Bunsen fechó la creación en el 20 000 a. C..[77]
- Tarleton Perry Crawford fechó la creación en el 12 500 a. C.[78]

- Harold Camping fechó la creación en el 11 013 a. C.[79]

- John H. Walton, erudito en el libro de Génesis, considera que las genealogías bíblicas tienen un propósito simbólico y no deben ser tomadas como una medición cronológica fiable para datar la fecha los relatos bíblicos como la caída del hombre o el relato del gran diluvio de Noé. Walton, en su libro El Mundo Perdido del Diluvio da otros ejemplos de como los textos bíblicos utilizan las genealogías de manera que pudieran transmitir mensajes más profundos a los lectores antiguos. [80]Walton se adhiere a la edad de la tierra tradicionalmente estimada por la ciencia.

## Lecturas complementarias
- Delmar, Alexander (Enero de 2003). Worship of Augustus Caesar (en inglés). Kessinger Publishing. ISBN 0-7661-3133-5.
- Nothaft, C. Philipp E. (2011). Dating the Passion: The Life of Jesus and the Emergence of Scientific Chronology (200–1600) (en inglés). BRILL. ISBN 9789004212190.